# Етел Лилиан Войнич
Етел Лилиан Войнич (на английски: Ethel Lilian Voynich) (11 май 1864, Корк, Ирландия – 28 юли 1960, Ню Йорк) английска писателка и композиторка, известна най-вече с книгата си Стършел (1897). Писала е на тема славянска литература и е превеждала от руски език. След 1910 се посвещава предимно на музиката.
Книгата Стършел е била особено популярна в СССР, където има и две или три екранизации. Музиката за филма от 1955 е композирана от Дмитри Шостакович.
Дъщеря е на математика Джордж Бул, който е починал още докато е била на шест месеца. Симпатизирала е на различни революционни движения. Съпруга на търговеца на книги Уилфрид Войнич.

## Романи
- Стършел, 1897
- Jack Raymond, 1901
- Olive Latham, 1904
- An Interrupted Friendship, 1910
- Put Off Thy Shoes, 1945

## Екранизации
- Krazana (1928)
- Ovod (1955)
- Ovod (1980) (TV)